# Чжао Минчжэнь, Пётр
Пётр Чжао Минчжэнь (кит.  趙明振伯鐸, 1839 г., Бэйвантоу, провинция Хэбэй, Китай — 03.07.1900 г., Бэйвантоу, провинция Хэбэй, Китай) — святой Римско-Католической Церкви, мученик.

## Биография
Пётр Чжао Минчжэнь родился в 1839 году в деревне Бэйвантоу, провинция Хэбэй, Китай.
В 1899 году в Китае началось ихэтуаньское восстание боксёров, во время которого со стороны повстанцев стали жестоко преследоваться христиане. 3 июля 1900 года Пётр Чжао Минчжэнь был схвачен боксёрами вместе со своими 18 родственниками и убит за свою веру. Среди убитых был также его брат Иоанн Батист Чжао Минси.

## Прославление
Пётр Чжао Минчжэнь был беатифицирован 17 апреля 1955 года Римским Папой Пием XII и канонизирован 1 октября 2000 года Римским Папой Иоанном Павлом II вместе с группой 120 китайских мучеников.
День памяти в Католической Церкви — 9 июля.

## Источник
- George G. Christian OP, Augustine Zhao Rong and Companions, Martyrs of China, 2005, стр. 82 (недоступная ссылка)  (англ.)